# Polynesische Fischfalle

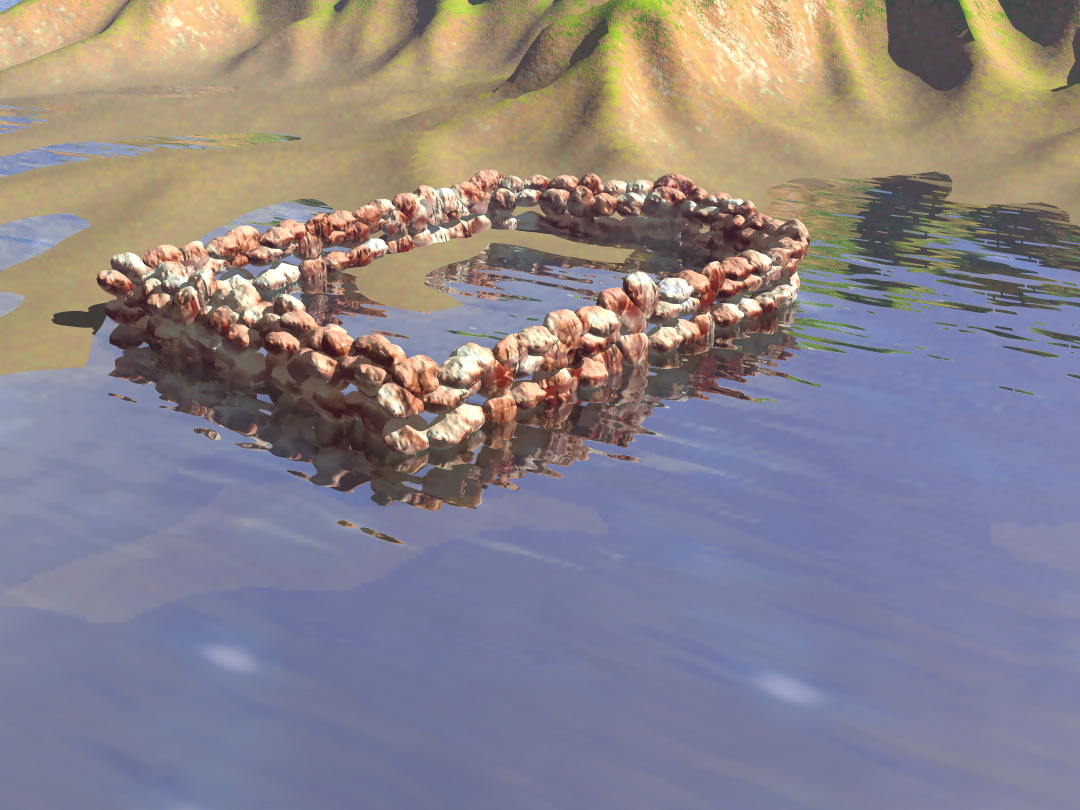
Fischfalle bei Ebbe (Graphik)

Eine polynesische Fischfalle ist eine Fläche im flachen Meer, die Menschen mit einer wasserdurchlässigen, locker aufgeschichteten Steinmauer umgeben haben. Sie ist 1 bis 2 Meter hoch und funktioniert allein durch Ebbe und Flut. Es gibt kleine Fallen, aber auch sehr große, mit bis zu 200 Meter Länge.
Bei Flut versuchen sich viele Fische vor ihren Fressfeinden zu retten, indem sie so weit wie möglich an den Strand schwimmen. Andere Fische suchen ihr Futter in der Nähe des Ufers. Dabei schwimmen sie über die Steinmauer, die sich bei Flut etwa 1 bis 7 Meter unter der Wasseroberfläche befindet. Geht das Wasser bei Ebbe langsam zurück, läuft es zwischen den Steinen der Mauer ab. Schließlich schaut die Mauer aus dem Wasser heraus und versperrt den Weg zum Meer. Die Fische versuchen so lange wie möglich in der Nähe des Ufers zu bleiben. Daher verpassen sie fast immer den letzten Moment, in dem sie die Falle verlassen können. Die Menschen brauchen nur noch zu warten, bis das Wasser vollständig, durch die lose aufgeschichteten Steine abgelaufen ist und können dann die Fische einsammeln.  Oft setzen sich an den Fischfallen Korallen und Muscheln an, und halten die Mauern zusammen. Deshalb gibt es in Polynesien Fischfallen, die schon mehrere hundert Jahre alt sind. Sie benötigen nur wenig Wartung und Pflege.

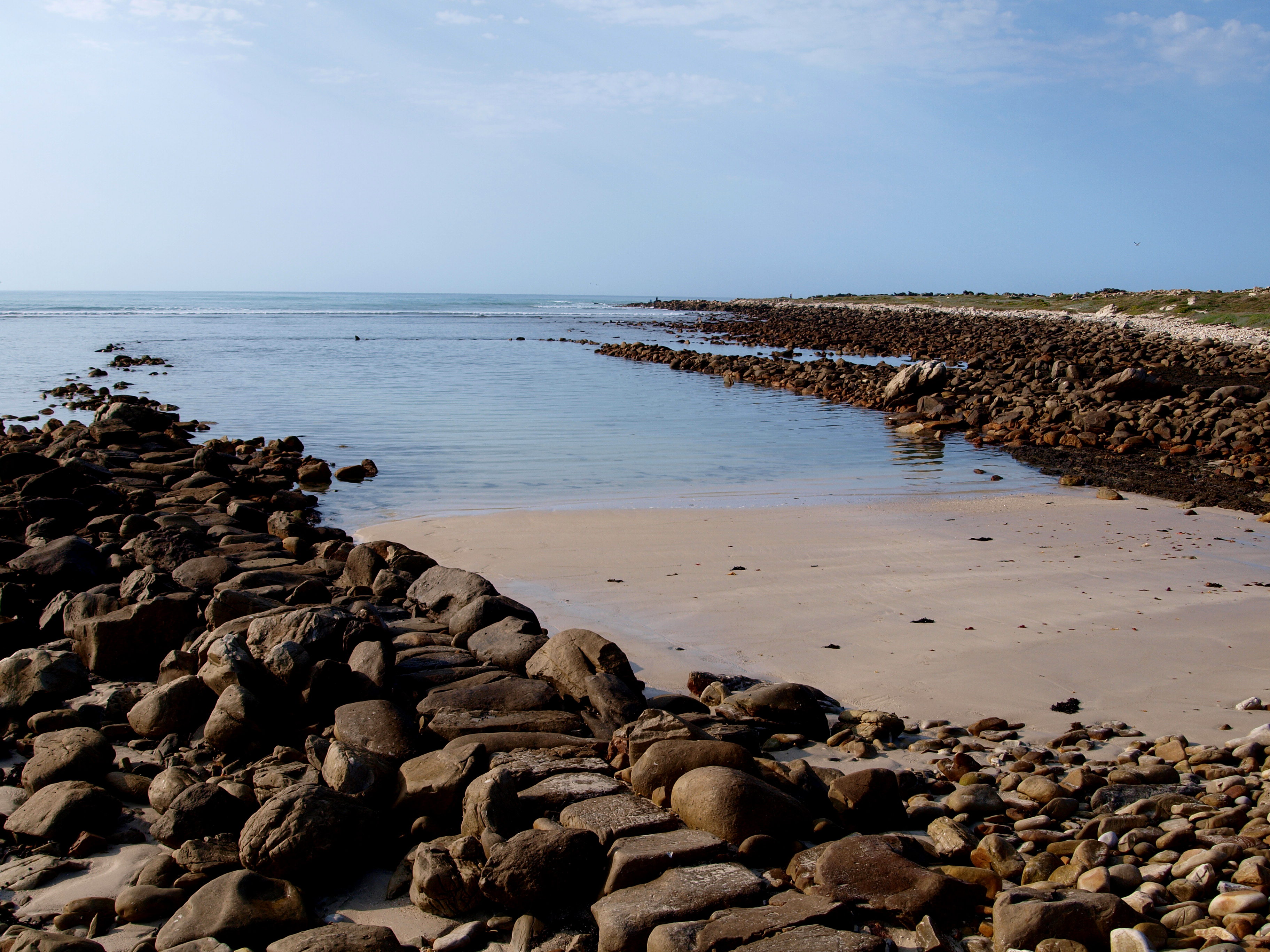
Steinzeitliche Fischfalle in Südafrika

In der Still Bay oder Stilbaai (afrikaans) in Südafrika wurden baugleiche Fischfallen der Khoikhoi aus vorkolonialer Zeit entdeckt.